# St. Johannes der Täufer (Waxweiler)

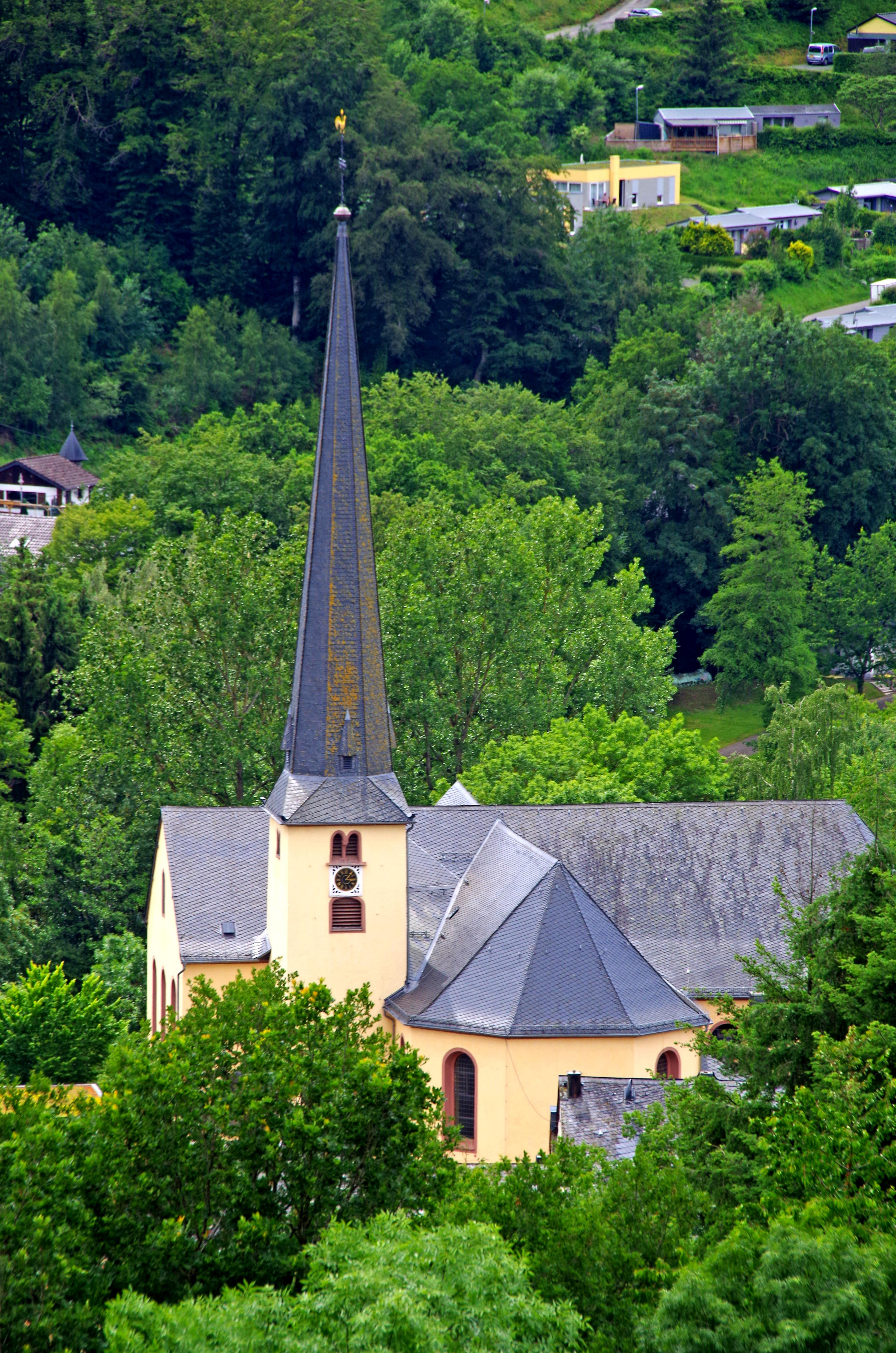
St. Johannes der Täufer (Waxweiler)

Die Kirche St. Johannes der Täufer  (auch: St. Johannes Baptist) ist die römisch-katholische Pfarrkirche von Waxweiler im Eifelkreis Bitburg-Prüm in Rheinland-Pfalz. Die Pfarrei St. Johannes Baptist gehört in der Pfarreiengemeinschaft Schönecken-Waxweiler zum Dekanat St. Willibrord Westeifel im Bistum Trier.

## Geschichte
Schon 943 ist in Waxweiler eine Kirche nachgewiesen. Hofbaumeister Johannes Seiz baute von 1768 bis 1771 eine Kirche als Saalbau von 27 × 10 Metern im fränkischen Barockstil mit Voutendecke unter Einbeziehung des vermutlich im Kern mittelalterlichen Turmes. Von 1922 bis 1923 bauten die Trierer Architekten Peter Marx und Peter Gracher (1885–1964) unter Nutzung der alten Kirche als Querschiff im rechten Winkel dazu ein neues Kirchenschiff und einen neuen Chor. Das stattliche Gebäude mit Turm aus dem 17. Jahrhundert wird geläufig als Südeifeldom bezeichnet.
Der Sage nach ging die Echternacher Springprozession im Jahre 728 von Waxweiler aus. Nachgewiesen ist die jährliche Pfingstprozession nach Echternach bis zum Verbot durch Clemens Wenzeslaus von Sachsen 1777. 1860 wurde sie wiederbelebt. 1861 schloss sich Prüm an. Derzeit ist sie weiterhin lebendig.

## Ausstattung

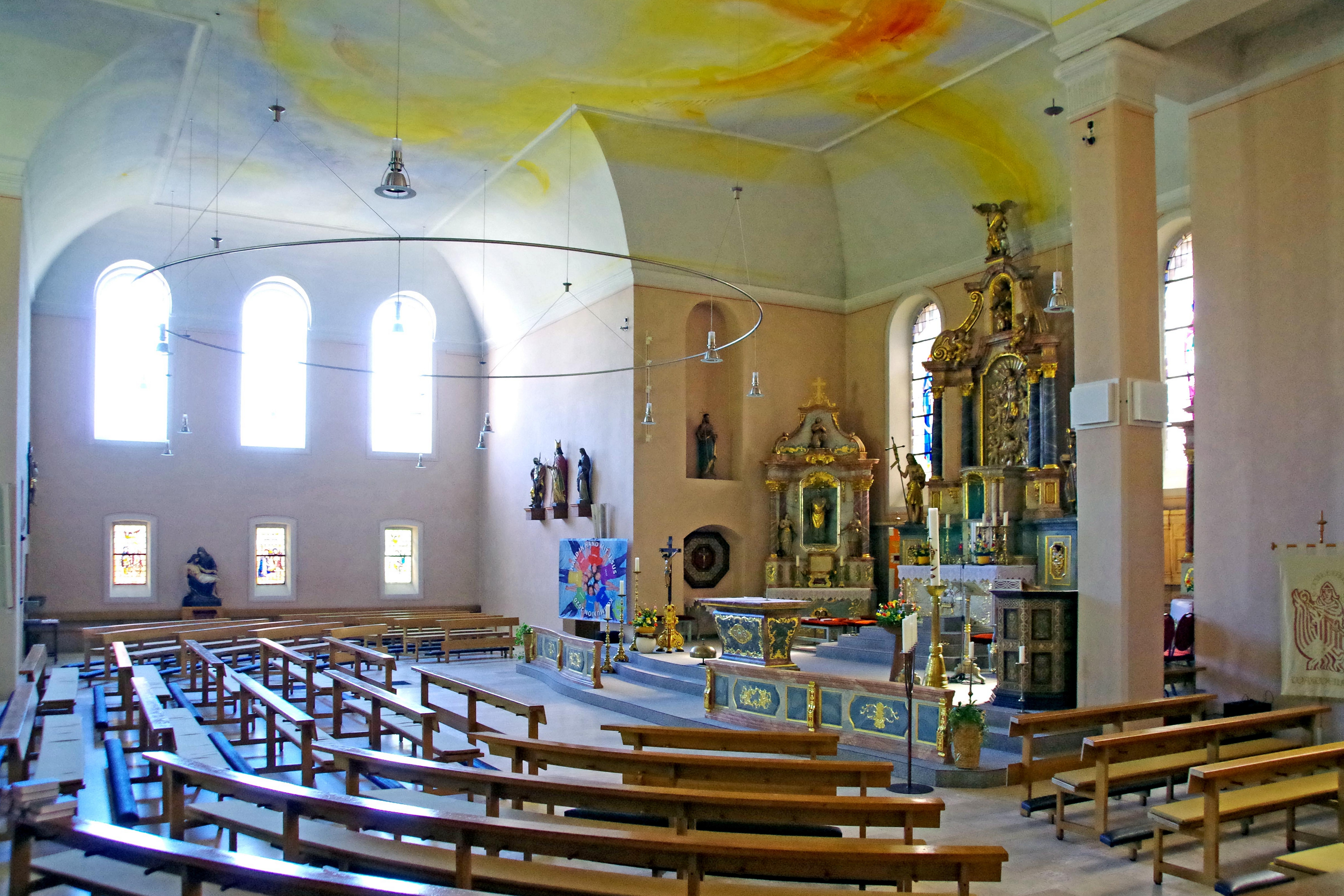
St. Johannes der Täufer (Waxweiler)

Zur reichen Ausstattung der Kirche gehören drei barocke Säulenaltäre, ein neubarocker Maria-Hilf-Altar von 1930, zehn Heiligenfiguren, eine Kanzel von 1624, eine Kommunionbank von 1771, sechs Kirchenfenster mit Heiligendarstellungen und eine Weihnachtskrippe.

## Orgel

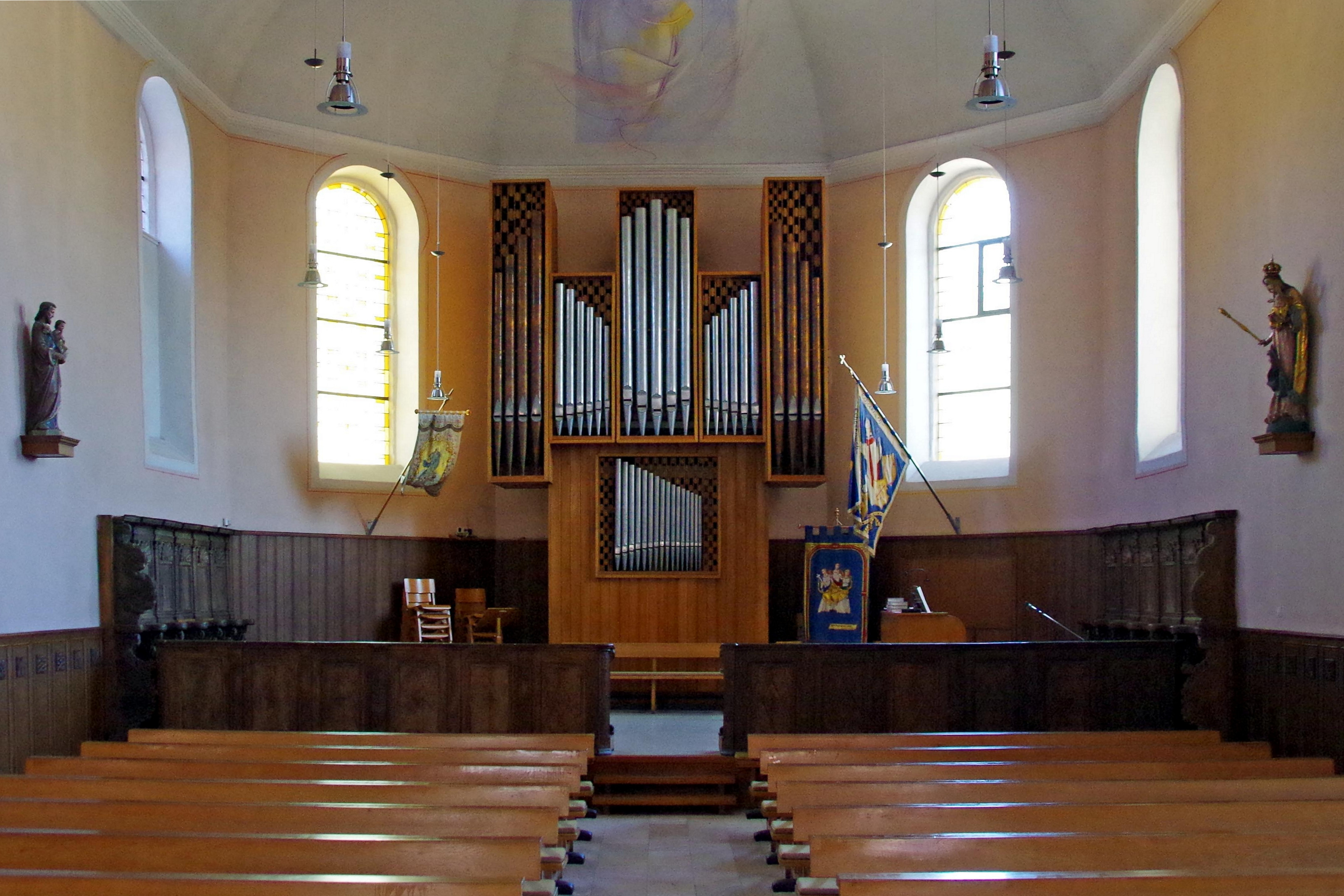
St. Johannes der Täufer (Waxweiler)

Um 1794 soll eine erste Orgel aus St. Thomas an der Kyll nach Waxweiler gelangt sein. Sie wurde 1852–1853 durch die Orgelwerkstatt Breidenfeld ersetzt (I/10) und in den 1920er Jahren um zwei Register erweitert.
1961 baute die Firma Sebald für die Kirche die heutige Orgel mit 19 Registern und 1140 Pfeifen, die auf zwei Manuale und  Pedal verteilt sind. Für das zweite Manual wurden alte Register und die Schleifladen wiederverwendet. Die Register von Hauptwerk und Pedal wurden auf Kegelladen gestellt. Die Spiel- und Registertraktur sind elektrisch, was einen freistehenden Spieltisch ermöglicht. Das Instrument erhielt 1971–1972 ein neues Gehäuse und wurde an den heutigen Standort umgesetzt. Die Disposition lautet wie folgt:
| I Hauptwerk C–g3 |    |
| Principal        | 8′ |
| Holzflöte        | 8′ |
| Salicional       | 8′ |
| Blockflöte       | 4′ |
| Suavial          | 2′ |
| Mixtur III–V     |    |

| II Manual C–g3 |       |
| Rohrflöte      | 8′    |
| Praestant      | 4′    |
| Pommer         | 4′    |
| Waldflöte      | 2′    |
| Spitzquinte    | 1 ⁄3′ |
| Terzzymbel III |       |
| Rohrschalmey   | 8′    |

| Pedal C–f1  |     |
| Subbass     | 16′ |
| Oktavbass   | 8′  |
| Gedacktbass | 8′  |
| Rohrgedackt | 4′  |
| Pedalflöte  | 2′  |

- Koppeln: II/I, Suboktavkoppel II/I, I/P, II/P

## Pfarrer (Auswahl)
- 1606–1622: Daniel Culnerus
- 1659–1697: Gerhard Faber († 1710, Stifter, Epitaph in der Kirche)
- 1829–1847: Hugo Friedrich Schwickerath (1795–1860)
- 1985–2006: Hubert Colling (aus Dudweiler)
- seit 2007: Georg Josef Müller

## Pfarreiengemeinschaft
Zur Pfarreiengemeinschaft Schönecken-Waxweiler gehören noch folgende Pfarrkirchen: St. Leodegar und Unserer Lieben Frauen (Schönecken), St. Martin (Niederlauch), St. Helena (Lasel), St. Lambertus (Lambertsberg) und St. Martin (Ringhuscheid).